# Melanothrix nicevillei
Melanothrix nicevillei är en fjärilsart som beskrevs av George Francis Hampson 1896. Melanothrix nicevillei ingår i släktet Melanothrix och familjen Eupterotidae. Inga underarter finns listade i Catalogue of Life.